# Granulocyt

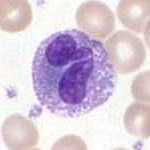
En eosinofil granulocyt

Granulocyter är ett slags vita blodkroppar som kännetecknas av att de innehåller granula i cytoplasman.
Det finns fyra typer av granulocyter: neutrofila, basofila och eosinofila granulocyter samt mastceller. De neutrofila är den vanligaste sorten (utgör normalt 60–70 % av de vita blodkropparna), som oskadliggör mikroorganismer genom fagocytos, de "äter upp" dem. Basofila granulocyter är mobila alarmceller som cirkulerar runt i blodet. Vid infektion frisläpper de flera inflammatoriska substanser som histamin, interleukiner, leukotriener, prostaglandiner och tromboxaner. Eosinofila granulocyters främsta funktion är att utöva cytotoxicitet mot patogena maskar som är för stora för att kunna fagocyteras. Eosinofilerna spelar även en stor roll vid utlösningen av allergiska reaktioner, framför allt astmatiska. Mastcellers främsta funktion är att bekämpa infektioner orsakade av parasiter. Mastceller spelar även en roll vid allergi.
Vid kronisk inflammation kan man se en minskad mängd granulocyter.